# Pont du Musée
Le pont du Musée, aussi appelé pont de la Sambre, est un pont enjambant la Sambre à Namur. Son nom provient du musée archéologique de Namur, sur la rive gauche de la Sambre.
Historiquement premier pont enjambant la Sambre à Namur, il fut longtemps le seul. Le pont reliait le très ancien quartier historique du Grognon (confluence de Sambre et Meuse) à la rive gauche de la Sambre, et deuxième enceinte de la ville de Namur.  Il aboutissait dans le quartier des corporations avec la rue des Bouchers à droite (avec la Halle al'Chair) et la rue des Brasseurs, à gauche.   